# 曼特拉普鎮區 (明尼蘇達州哈伯德縣)
曼特拉普鎮區（英語：Mantrap Township）是位於美國明尼蘇達州哈伯德縣的一個行政鎮區。

## 地方資料
曼特拉普鎮區的面積為92.73平方千米，當中陸地面積為76.68平方千米，而水域面積為16.05平方千米。根據2020年美國人口普查的數據，當地共有人口522人，而人口密度為每平方千米5.63人。